# ボアスコープ
ボアスコープ（英: Borescope）は、直接目視出来ない奥まった部位の観察や検査をする工業用内視鏡。「Bore（銃口）を覗いて検査するためのScope」が語源とされる。日本語では硬性鏡と訳される場合もある。
金属チューブ内に映像を伝播する光学系と光を伝播するライドガイドの両方を独立して配置した光学製品。スコープの先端から光を出すためには外部の光源装置が必要で、ランプから出る光を集光し、ライトガイドケーブルを通して先端に光を届ける。太さは最も小さいもので1ミリ以下、長さも1mを超えるものがある。視野方向は多様で、チューブから真っ直ぐ先を見る直視スコープ、チューブの斜め前方を見る前方斜視、チューブの横方向を見る側視、チューブの斜め後方を見る後方斜視がある。これらの視野のほとんどを一つのスコープで広範囲にカバーするスイングプリズム・ボアスコープやズームレンズを内蔵したボアスコープもある。

## 構造
ボアスコープの映像を伝播する光学系は大きく3種類に分けられる。
1. リレー・レンズ式 - 画像を上下反転させながら伝播するレンズセットを組み合わせている。通常4ミリ以上のボアスコープに採用される構造だが、スコープの挿入部（金属チューブ）が曲げられるとケラレ等の画像異常が発生する。
2. セルフォック・レンズ式 - 一本の細長いロッド・レンズにより映像を伝播する。3ミリ未満の細いボアスコープに採用される構造だが、スコープの挿入部が曲げられるとロッド・レンズが破損し画像の伝達が不可能になる。
3. ファイバー・イメージガイド式 - ファイバースコープと同じような画像を伝播するイメージガイド・ファイバーを採用したもの。1ミリ以下のボアスコープも開発されているが、ファイバースコープと同じで画像がファイバードットの集まりで映し出されるため、解像度が他の光学系より劣る。細いボアスコープでも挿入部が少し曲げられても画像に異常が発生し難く耐久性に優れた構造になっている。

## 用途
スコープは真っ直ぐにアクセス出来る部位の検査が対象だが、構造が簡単なため操作も簡単であると言う特徴がある。主な用途として、金属部品切削後のバリ確認、鋳物の残留物確認、ジェットエンジンの検査等が挙げられる。ロボットの目として自動検査装置に組み込まれる事例も多い。

## 将来
目で見ることを目的に作られたボアスコープだが、CCDカメラやデジタルカメラに接続して、テレビやパソコンに映像を取り込むことが一般化している。スコープ先端にCCDカメラを内蔵したビデオスコープが1990年後半から画質・耐久性・汎用性を向上させ、4ミリ径以上のボアスコープを置き換えている。ビデオスコープの径が細くなるにつれ、ボアスコープがビデオスコープに置き換わると考えられている。